# Hans-Peter Ludescher
Hans-Peter Ludescher (* 1961 in Dornbirn) ist ein ehemaliger österreichischer Polizist und war von 2012 bis 2024 Landespolizeidirektor von Vorarlberg.

## Werdegang
Ludescher mit September 1979 in den Dienst der Bundesgendarmerie ein und wurde nach Abschluss seiner Ausbildung als eingeteilter Beamter am Posten in Bregenz verwendet. Weitere Stationen seiner dienstlichen Tätigkeit waren die Autobahngendarmerie Salzburg und die Verkehrsabteilung des Landesgendarmeriekommandos Salzburg bis Juli 1988.
Berufsbegleitend absolvierte Ludescher das Studium der Rechtswissenschaften, welches er 1988 abschloss. Mit Juli 1988 wechselte er zum rechtskundigen Dienst der Bundespolizeidirektion Wien, wo er als Konzeptsbeamter in den Bezirkspolizeikommissariaten Favoriten, Margareten, Josefstadt, Ottakring und Währing tätig war.
Im April 1990 erfolgte die Rückkehr in sein Heimatbundesland zur dortigen Sicherheitsdirektion, wo er die Stelle als stellvertretender Sicherheitsdirektor und gleichzeitiger Leiter der kriminalpolizeilichen und verwaltungspolizeilichen Abteilung antrat. Mit März 2003 legte er die Funktion des Leiters der verwaltungspolizeilichen Abteilung zurück und übernahm die Funktion des Leiters des Landesamtes für Verfassungsschutz und Terrorismusbekämpfung. Mit Ende 2004 legte Ludescher auch die Leitung der kriminalpolizeilichen Abteilung zurück.
Am 1. Oktober 2009 wurde Ludescher von Innenministerin Maria Fekter als neuer Sicherheitsdirektor für das Land Vorarlberg bestellt und folgte in dieser Funktion Elmar Marent nach, der mit 1. Oktober 2009 in den Ruhestand übertrat. Im Zuge der Sicherheitsbehördenreform 2012 erlangte Ludescher die neu geschaffene Funktion des Landespolizeidirektors.
Im Mai 2024 kündigte Hans-Peter Ludescher an, im Herbst 2024 als Landespolizeidirektor zurücktreten und die Position an einen bis dahin durch das Innenministerium zu findenden Nachfolger übergeben zu wollen. Am 2. September 2024 wurde schließlich Ludeschers Nachfolgerin Uta Bachmann von Innenminister Gerhard Karner zur Vorarlberger Landespolizeidirektorin ernannt.